# Sturnira adrianae
Sturnira adrianae és una espècie de ratpenat de la família dels fil·lostòmids. Viu a Veneçuela i, possiblement, l'Equador. És un ratpenat de petites dimensions, amb una llargada total de 55–85 mm, els avantbraços de 43,5–52,1 mm, els peus d'11–17 mm, les orelles de 12–21 mm i un pes de fins a 25 g. S'alimenta de fruita. Com que fou descoberta fa poc, encara no se n'ha avaluat l'estat de conservació.